# Drugo zasjedanje AVNOJ-a
Drugo zasjedanje AVNOJ-a je održano 29. studenog 1943. u Jajcu. Na zasjedanju je AVNOJ konstituiran u zakonodavno i izvršno predstavničko tijelo Jugoslavije, formiran je Nacionalni komitet oslobođenja Jugoslavije, a izbjegličkoj vladi i kralju Petru II. Karađorđeviću je zabranjen povratak u zemlju do završetka rata.
Mnogi obični borci u partizanskim redovima nisu bili komunisti, ali njih je u programu AVNOJ-a privukao federativni sustav za različite narode u Jugoslaviji, što je bila izbalansiranija zamisao od svega što su druge političke snage u Jugoslaviji nudile u to vrijeme.

## Pozadina
Promjena ratnih uspjeha na savezničkim bojišnicama, a najviše kapitulacija Italije 9. rujna 1943., savezničko osvajanje afričkog kontinenta, kontraofenziva Crvene armije na Istočnoj bojišnici uzrokovali su da Komunistička partija Jugoslavije započne sa izgradnjom čvrstih temelja buduće jugoslavenske države, uvjerena u konačnu pobjedu antifašističke koalicije u ratu.
Institucionaliziranje revolucije (preko vojnih, vojnopozadinskih organa, organa vlasti i društveno-političkih organizacija) bilo je u Jugoslaviji uglavnom završeno.
Međunarodni razlozi onemogućavali su da sustav narodne vlasti zaključi svoj karakter formiranjem središnjeg jugoslovenskog organa (Vlade).
Zato je na prvom zasjedanju AVNOJ-a u Bihaću 1942. bilo sve stvoreno, samo ne političko predstavničko tijelo, koje je zapravo vršilo ulogu saveznog narodnooslobodilačkog odbora.
Konačno, utemeljenje države trebalo se uokviriti na drugom zasjedanju AVNOJ-a krajem 1943. godine.

### Grad Jajce
Jajce je stari bosanski srednjovjekovni grad koji leži u dolini rijeke Vrbas. U srednjem vijeku je bio prijestolnica bosanskih kraljeva. Tijekom Drugog svjetskog rata, grad je nekoliko puta mijenjao vlasnike. Prvo su ga partizani osvojili 1942. godine, pa su ga Nijemci vratili krajem iste godine, da bi ga partizani ponovo zauzeli 17. kolovoza 1943. godine.
U gradu su se nalazili Vrhovni štab NOV i POJ, CK KPJ i ostala vojno-politička rukovodstva. U gradu se odvijao svakodnevni život. U centru grada se nalazilo veliko sklonište u koje su se sklanjali mještani u slučaju zračne opasnosti. Poziv delegatima za drugo zasjedanje AVNOJ-a je uputio CK KPJ i Vrhovni štab odmah nakon kapitulacije Italije. Pošto je grad držan skoro 3 mjeseca, odlučeno je da se zasjedanje održi baš u njemu. Zbog opasnosti od eventualnog zračnog napada, odlučeno je da zasjedanje traje samo jednu noć. Grad je na u noći zasjedanja bio zamračen, a jedino je gorjelo prigušeno svjetlo u Domu Kulture gdje je zasjedanje bilo i održano.
Drugo zasjedanje AVNOJ-a je održano u zgradi bivšeg društva "Sokola". Nakon osvajanja grada, partizani su uništili ovu dvoranu koja je bila njemačka vojna kasarna, da bi ju za nepuna tri tjedna obnovili i pripremili za zasjedanje. Novom objektu su dali naziv "Dom Kulture". Tu je radilo Kazalište narodnog oslobođenja i izvodilo Gogoljevog "Revizora" svake večeri. Dvorana je bila podešena za zasjedanje AVNOJ-a. Podij je bio urešen zastavama Jugoslavije (sa crvenom zvijezdom u sredini), Amerike, Engleske i Sovjetskog Saveza. U dnu stola za Predsjedništvo nalazila se prva skica novog grba Jugoslavije. Slikar Đorđe Andrejević Kun je ukrasio Dom Kulture jarkim bojama i naslikao portrete Staljina, Roosevelta i Churchilla.
Samo manji broj delegata iz raznih krajeva nalazio se u gradu. Većina delegata je zadržavana po okolnim selima zbog mogućnosti zračnog napada na grad.

### Dolazak delegata
Krajem studenog 1943. godine u Jajcu su stizale delegacije predstavnika naroda iz svih krajeva Jugoslavije. Iz Slovenije su stigli dr. Ivan Ribar (predsjednik AVNOJ-a), Boris Kidrič i dr. Josip Vidmar. Najviše teškoća su imali delegati iz Crne Gore koji su pod oružjem i stalnom opasnošću morali pješačiti 300 km. Jedino delegati iz Makedonije nisu uspjeli doći zbog prevelike udaljenosti i ratne opasnosti na putu do Bosne. Delegaciju iz Hrvatske je vodio dr. Vladimir Bakarić, a u stopu ju je pratila manja postrojba iz sastava Trinaeste proleterske brigade.
Među delegatima osim KPJ, bilo je i delegata Hrvatske seljačke stranke (mačekovci i radićevci), Srpske zemljoradničke stranke, Stranke samostalnih demokrata, Muslimanske zajednice (spahinovci), nekolicina radikala, dvojica Hrvata iz Jugoslavenskog odbora osnovanog još 1915. godine u Londonu, Stranka kršćanskih socijalista i drugih građanskih stranaka. Većina delegata bili su pripadnici Narodnooslobodilačke vojske Jugoslavije kao provjereni borci i revolucionari.
Dan uoči zasjedanja u Jajcu, predsjednika AVNOJ-a, predratnog predsjednika skupštine Kraljevine SHS dr. Ivana Ribara (svjedok atentata u Narodnoj skupštini koji je počinio Puniša Račić), snašla je teška sudbina. 28. studenog 1943. godine na Glamočkom polju je stradao njegov sin Ivo Lola Ribar, član Vrhovnog štaba i predsjednik organizacije SKOJ-a. Samo nekoliko tjedana ranije kod Kolašina u borbi sa četnicima poginuo mu je i drugi sin Jurica Ribar. Ove tužne vijesti mu je prenio novoizabrani maršal Jugoslavije Josip Broz Tito odmah nakon završetka zasjedanja koje je dr. Ribar vodio u svojstvu predsjedavajućeg.

## Tijek zasjedanja
Ukupno je 142 delegata bilo prisutno u Domu Kulture na drugom zasjedanju AVNOJ-a. Drugo zasjedanje Antifašističkog Veća Narodnog Oslobođenja Jugoslavije počelo je 29. studenog 1943. točno u 19 sati. Vrata Doma Kulture su bila širom otvorena za sve radoznale građane, s tim što su svi osim delegata na ulazu temeljno pretresani zbog mogućnosti postavljanja diverzije.
Nedaleko oko grada bile su postavljene teške protuzračne strojnice u slučaju zračnih napada. Grad je bio zamračen točno u 19.15 poslije čega su se vrata Doma kulture zatvorila. Prozori Doma su bili prikriveni roletama i u unutrašnjosti je plamtjelo blago svjetlo koje nije moglo biti dobar orijentir eventualnog zračnog napada na grad. Dom Kulture su osiguravale jake partizanske snage, vodeći računa da se netko ne prikrade i postavi bombu.
Rad delegata započet je himnom "Hej, Slaveni" u izvođenju Kazališnog zbora narodnog oslobođenja oko 19.20, da bi završio u 5 sati ujutro kozaračkim kolom. Radnim dijelom zasjedanja rukovodilo je Predsjedništvo u sastavu: dr. Vojislav Kecmanović, dr. Ivan Milutinović, dr. Sreten Žujović, dr. Josip Vidmar, dr. Pavle Gregorić, dr. Zlatan Sremec, dr. Sulejman Filipović i pravoslavni svećenik iz Krupnja Vlada Zečević.
Predsjednik AVNOJ-a izabran na prošlom zasjedanju u Bihaću 1942., dr. Ivan Ribar je otvorio zasjedanje svojim uvodnim referatom "O radu AVNOJ-a između dva zasjedanja". Nakon pauze od pola sata poslije Ribarovog referata, oko 21 sat za govornicom se pojavio Josip Broz Tito. Svoj referat počeo je riječima:
Često prekidan odobravanjem, aplauzima i poklicima, Tito je završio referat:
Nakon Titovog jednosatnog referata, počela je diskusija tijekom pauze. Nakon pauze za govornicom se pojavio Boris Kidrič. Govorili su zatim: Pero Krstajić, sudac Marko Vujačić, književnik dr. Sulejman Filipović, vijećnik iz Bosne Novak Mastilović, hercegovački prvoborac Luka Stević, predstavnik nositelja Karađorđeve zvijezde iz Prvog svjetskog rata, Franc Lubej, učitelj, Vice Buljan, Rodoljub Čolaković kao sekretar AVNOJ-a i mnogi drugi. Ukupno je 44 delegata držalo govore.
Oko 23.30 došlo je do kraće pauze, da bi točno u 23.45 dr. Ivan Ribar pred vijećnicima pročitao odluke sa Drugog zasjedanja AVNOJ-a. Bili su to posljednje minute 29. studenog, ali pošto je čitanje počelo prije ponoći,kao datum povijesnih odluka uzet je 29. studenog 1943. godine, kasnije obilježavan kao nacionalni praznik u socijalističkoj Jugoslaviji, Dan Republike.

## Odluke
Kao glavne odluke koje su izglasali vijećnici na drugom zasjedanju AVNOJ-a ističu se:
- Antifašističko vijeće narodnog oslobođenja Jugoslavije se konstituira u zakonodavno i izvršno predstavničko tijelo Jugoslavije, kao vrhovni predstavnik naroda i uspostavlja se Nacionalni komitet oslobođenja Jugoslavije (NKOJ), sa svim obilježjima narodne vlade, preko koga će AVNOJ ostvarivati svoju izvršnu funkciju.
- Zabranjuje se jugoslavenskoj izbjegličkoj vladi povratak u zemlju i oduzimaju se sva prava zakonite vlade Jugoslavije, a također se zabranjuje i povratak u zemlju kralja Petra II. Karađorđevića do završetka rata kada će narod odlučiti hoće li republiku ili monarhiju.
- Obaveze koje su u inozemstvu u ime Jugoslavije sklopile izbjegličke "vlade" a u cilju njihovog poništenja ili ponovnog sklapanja odnosno odobrenja i da se ne priznaju međunarodni ugovori i obaveze koje bi ubuduće u inozemstvu eventualno sklpoila izbjeglička takozvana "vlada".

- Jugoslavija se ima izgraditi na demokratskom principu kao državna zajednica ravnopravnih naroda.
- Zaključci donijeti se imaju odmah formirati posebnim odlukama AVNOJ-a.

Kao posebna odluka AVNOJ-a, u odluci br. 7, Josipu Brozu Titu je dodijeljen naziv "MARŠAL JUGOSLAVIJE" na osnovu prijedloga koji je postavila slovenska delegacija na čelu s dr. Josipom Vidmarom. Predsjedništvo AVNOJ-a je na svojoj prvoj sjednici 30. studenog 1943. godine jednoglasno prihvatilo predlog slovenske delegacije da se Titu dodijeli naziv "MARŠAL JUGOSLAVIJE".

## Nacionalni komitet oslobođenja Jugoslavije
U odluci [AVNOJ-a, Nacionalni komitet je najviši izvršni naredbodavni organ narodne vlasti u Jugoslaviji, preko koga AVNOJ ostvaruje izvršnu funkciju. Tijelo koje ima sva obilježja narodne vlasti. Na prijedlog Moše Pijade imenovani su članovi prvog sastava Nacionalnog komiteta oslobođenja Jugoslavije:
- Predsjednik i povjerenik za narodnu obranu – maršal Josip Broz Tito
- Prvi potpredsjednik NKOJ-a – Edvard Kardelj
- Drugi potpredsjednik NKOJ-a – Vladislav Ribnikar
- Treći potpredsjednik – Božidar Magovac
- Povjerenik za vanjske poslove – dr. Josip Smodlaka
- Povjerenik za unutrašnje poslove – Vlado Zečević
- Povjerenik za prosvjetu – Edvard Kocbek
- Povjerenik za narodno gospodarstvo – dr. Ivan Milutinović
- Povjerenik za financije – Dušan Sernec
- Povjerenik za promet – Sreten Žujović
- Povjerenik za narodno zdravlje – dr. Milivoj Jambrišak
- Povjerenik za socijalnu politiku – dr. Anton Kržišnik
- Povjerenik za sudstvo – Frane Frol
- Povjerenik za ishranu – Mile Peruničić
- Povjerenik za građevine – dr. Rade Pribićević
- Povjerenik za šume i rude – dr. Sulejman Filipović

## Predsjedništvo AVNOJ-a
Članovi Predsjedništva AVNOJ-a izabrani na drugom zasedanju AVNOJ-a u Jajcu:
- Predsjednik: dr. Ivan Ribar
- Potpredsjednici: Antun Augustinčić, Dimitar Vlahov, Marko Vujačić, Moša Pijade i Josip Rus
- Sekretari: Rodoljub Čolaković i Radonja Golubović
- Članovi: Jakob Rade Avšič, Metodije Andonov Čento, Mihailo Apostolski, Spasenija Cana Babović, dr. Vladimir Bakarić, France Bevk, Milan Belovuković, Josip Broz Tito, dr. Vaso Butozan, Josip Vidmar, Sreten Vukosavljević, Ante Vrkljan, dr. Pavle Gregorić, Maca Gržetić, Nikola Grulović, Milovan Đilas, Sreten Žujović, Vlado Zečević, Josip Jeras, Osman Karabegović, Jevstatije Karamantijević, Edvard Kardelj, dr. Vojislav Kecmanović, Boris Kidrič, Ivan Krajačić, Vicko Krstulović, Pavao Krce, Husnija Kurt, Filip Lakuš, Voja Leković, dr. Ljubo Leontić, Franc Leskošek, Božidar Magovac, dr. Ante Mandić, Moma Marković, dr. Metod Mikuž, dr. Niko Miljanić, Vladimir Nazor, dr. Blagoje Nešković, Stanko Opačić Ćanica, Nikola Petrović, Vlado Pop-Tomov, Koča Popović, Aleksandar Preka, dr. Rade Pribićević, Đuro Pucar, Aleksandar Ranković, Vladislav Ribnikar, dr. Josip Smodlaka, dr. Zlatan Sremec, Petar Stambolić, Luka Stević, Mehmed Sudžuk, Tone Fajfar, Frane Frol i Andrija Hebrang.

## Posljedice
Sve privremene odluke koje su donešene na Prvom zasjedanju u Bihaću su uokvirene na Drugom zasjedanju u Jajcu. Jednodušno je odbačena mogućnost ponovnog uspostavljanja Monarhije i određen je smjer novog društva koje se izgrađivalo kroz narodni ustanak. Na drugom zasjedanju AVNOJ-a donesene su odluke kojima je u osnovama završeno stvaranje državne organizacije nove Jugoslavije, koja je dobila svoj parlament i vladu. Usvajanjem deklaracije i odluka osigurane su tekovine Narodnooslobodilačkog pokreta i onemogućen je povratak na predratno stanje.
Drugo zasjedanje AVNOJ-a se održavalo u isto vrijeme kad i Teheranska konferencija između Roosevelta, Staljina i Churchilla u Iranu. Važnim odlukama sa Teheranske konferencije, među kojima je najznačajnija ona da se prizna i pomogne NOP Jugoslavije praktično je počelo građenje nove Jugoslavije. 
Neki demokrati su na Zapadu procijenili da su odluke AVNOJ-a bile uzurpacija državnih tekovina i državni udar KPJ koja se odvojila, stvorila svoju partijsku vojsku i počela rušiti staro društvo. Odlukama AVNOJ-a se u prvi mah usprotivio engleski premijer Winston Churchill, zbog odluke o zabrani povratka kralja. Što se tiče Sovjetskog Saveza, smatrajući da joj je neophodno pribavljanje  podrobnih  informacija o jugoslavenskim događajima i partizanskim organizacijama, sovjetska vlada je odlučila uputiti u Jugoslaviju Sovjetsku vojnu misiju, kao što je to već ranije učinila britanska vlada.
Kao reakciju na Drugo zasjedanje AVNOJ-a, polovicom 1944. predstavnici JVuO (Ravnogorskog pokreta) održali su svoj kongres u selu Ba (Svetosavski kongres) koji je usvojio rezoluciju potpuno suprotnu deklaraciji koju je formulirao AVNOJ. Velike sile su već presudile na Teheranskoj konferenciji, tako da je pobjeda Narodnooslobodilačkog pokreta postala samo pitanje vremena.
Treće zasjedanje AVNOJ-a (posljednje) održano je u oslobođenom Beogradu polovinom kolovoza 1945. godine.
Nakon rata, narodi Jugoslavije su datum 29. studenog slavili kao državni praznik, a na novom grbu Jugoslavije stajalo je urezano 29. studenog 1943.

## Vanjske poveznice
- Deklaracija Drugog zasedanja AVNOJ-a 1943.  Arhivirana inačica izvorne stranice od 4. ožujka 2016. (Wayback Machine)
- Odluke Drugog zasedanja AVNOJ-a i reakcije na njih, Jugoslavija 1918-1988, Tematska zbirka dokumenata (znaci.net).